# Ромаріу
Рома́ріу де Со́уза Фа́ріа (порт. Romário de Souza Faria, нар. 29 січня 1966 року в Ріо-де-Жанейро, Бразилія), відоміший як Ромаріу (португальська вимова: [ʁomaɾiu]), бразильський футболіст, тренер і політик.
Найкращий гравець року ФІФА і володар «Золотого м'яча» чемпіонату світу у 1994 році. Входить до 125 найвеличніших футболістів ФІФА 100. Один із нападників, який перевершив позначку 1000 голів.

## Біографія
Ромаріу розпочав свою кар'єру в бразильському клубі «Васко да Гама» і ще в юному віці отримав вельми скандальну репутацію, коли його виключили з бразильської збірної на юнацькому чемпіонаті світу за порушення режиму.
Блискуче виступивши на Олімпійських іграх в Сеулі у 1988 році, Ромаріу перейшов в нідерландський «ПСВ». Там у нього були серйозні розбіжності з тренерами і товаришами по команді, що, втім, не перешкодило йому забити 98 м'ячів за п'ять сезонів в чемпіонаті Нідерландів. Влітку 1993 року «Барселона» купила Ромаріу за 3 мільйони фунтів стерлінгів.
Спочатку бразильські тренери зазнавали труднощів, намагаючись адаптувати його яскраво виражений індивідуалізм до командної гри. Але виступи в європейських клубах зробили його стиль гармонійнішим. У 1994 році на чемпіонаті світу у США Ромаріу забив п'ять важливих м'ячів, до яких додав ще один у післяматчевій серії пенальті у фіналі зі збірною Італії.
Після чемпіонату світу 1994 року він кидався між двома континентами, міняючи клуби, надовго зник із збірної, але зумів повернутися в неї на «Турнуа де Франс» 1997 року. Зіграти на чемпіонаті світу у Франції йому перешкодила травма, якої він зазнав незадовго до початку турніру.
Після цього Ромаріу переїхав до себе на батьківщину в Бразилію, де грав довгий час. У 2005 році, у 39 річному віці він знову став найкращим бомбардиром чемпіонату Бразилії. У 2006 році перейшов в американський клуб «Маямі» з другого дивізіону.
2007 року 41-річний форвард перейшов в клуб, де він колись починав свою кар'єру — «Васко да Гама», і забив п'ять м'ячів за цю команду, наблизившись до подолання відмітки в 1000 забитих м'ячів за кар'єру. 21 травня 2007 року Ромаріу забив свій 1000-й гол (це досягнення, проте, є спірним, оскільки включає не лише голи Ромаріу як професійного гравця, але також і 77 м'ячів, забитих ним за молодіжні склади «Оларії» і «Васко да Гама»).
Після допінгового скандалу 15 квітня 2008 року Ромаріу офіційно оголосив про завершення спортивної кар'єри (хоч його і не покарали, оскільки допінг потрапив через засіб від облисіння).
У середині 2009 року було оголошено про підписання контракту Ромаріу з клубом «Америка» з Ріо-де-жанейро. Ромаріу згодився допомогти клубу повернутися в елітний дивізіон Ліги Каріоки.

## Статистика виступів

### Статистика клубних виступів
| Сезон                     | Команда                   | Чемпіонат                 | Чемпіонат | Чемпіонат | Національний кубок | Національний кубок | Національний кубок | Континентальні кубки | Континентальні кубки | Континентальні кубки | Інші змагання | Інші змагання | Інші змагання | Усього | Усього |
| Сезон                     | Команда                   | Ліга                      | Ігор      | Голів     | Ліга               | Ігор               | Голів              | Ліга                 | Ігор                 | Голів                | Ліга          | Ігор          | Голів         | Ігор   | Голів  |
| ------------------------- | ------------------------- | ------------------------- | --------- | --------- | ------------------ | ------------------ | ------------------ | -------------------- | -------------------- | -------------------- | ------------- | ------------- | ------------- | ------ | ------ |
| 1985                      | «Васко да Гама»           | ЛК+A                      | 21+7      | 11+0      | -                  | -                  | -                  | -                    | -                    | -                    | -             | -             | -             | 28     | 11     |
| 1986                      | «Васко да Гама»           | ЛК+A                      | 25+23     | 20+9      | -                  | -                  | -                  | -                    | -                    | -                    | -             | -             | -             | 48     | 29     |
| 1987                      | «Васко да Гама»           | ЛК+A                      | 24+17     | 16+8      | -                  | -                  | -                  | -                    | -                    | -                    | -             | -             | -             | 41     | 24     |
| 1988                      | «Васко да Гама»           | ЛК+A                      | 24+0      | 16+0      | -                  | -                  | -                  | -                    | -                    | -                    | -             | -             | -             | 24     | 16     |
| 1988–89                   | ПСВ                       | ЕД                        | 24        | 19        | КН                 | 3                  | 4                  | КЧ                   | 2                    | 2                    | СК+МКК        | 2+1           | 0+1           | 32     | 26     |
| 1989–90                   | ПСВ                       | ЕД                        | 20        | 23        | КН                 | 2                  | 2                  | КЧ                   | 4                    | 6                    | -             | -             | -             | 26     | 31     |
| 1990–91                   | ПСВ                       | ЕД                        | 25        | 25        | КН                 | 2                  | 6                  | КВК                  | 2                    | 0                    | -             | -             | -             | 29     | 31     |
| 1991–92                   | ПСВ                       | ЕД                        | 14        | 9         | КН                 | 1                  | 0                  | КЧ                   | 2                    | 0                    | СКН           | 1             | 0             | 18     | 9      |
| 1992–93                   | ПСВ                       | ЕД                        | 26        | 22        | КН                 | 1                  | 3                  | ЛЧ                   | 9                    | 7                    | СКН           | 1             | 0             | 37     | 32     |
| Усього за ПСВ             | Усього за ПСВ             | Усього за ПСВ             | 109       | 98        |                    | 9                  | 14                 |                      | 19                   | 15                   |               | 5             | 1             | 142    | 128    |
| 1993–94                   | «Барселона»               | ПД                        | 33        | 30        | КІ                 | 2                  | 0                  | ЛЧ                   | 10                   | 2                    | СКІ           | 2             | 0             | 47     | 32     |
| 1994-січ. '95             | «Барселона»               | ПД                        | 13        | 4         | КІ                 | -                  | -                  | ЛЧ                   | 5                    | 3                    | ККат          | 1             | 0             | 19     | 7      |
| Усього за «Барселону»     | Усього за «Барселону»     | Усього за «Барселону»     | 46        | 34        |                    | 2                  | 0                  |                      | 15                   | 5                    |               | 3             | 0             | 66     | 39     |
| 1995                      | «Фламенго»                | ЛК+A                      | 21+16     | 26+8      | КБ                 | 5                  | 1                  | -                    | -                    | -                    | СКЛ           | 4             | 2             | 46     | 37     |
| 1996                      | «Фламенго»                | ЛК+A                      | 19+3      | 26+0      | КБ                 | 5                  | 1                  | -                    | -                    | -                    | КММ           | 6             | 4             | 33     | 31     |
| серп.-жовт. '96           | «Валенсія»                | ПД                        | 5         | 4         | КІ                 | -                  | -                  | КУЄФА                | -                    | -                    | -             | -             | -             | 5      | 4      |
| 1997                      | «Фламенго»                | ЛК+A                      | 18+4      | 18+3      | КБ                 | 8                  | 7                  | -                    | -                    | -                    | ТРСП          | 6             | 7             | 36     | 35     |
| серп.-груд. '97           | «Валенсія»                | ПД                        | 6         | 1         | КІ                 | 1                  | 1                  | -                    | -                    | -                    | -             | -             | -             | 7      | 2      |
| Усього за «Валенсію»      | Усього за «Валенсію»      | Усього за «Валенсію»      | 11        | 5         |                    | 1                  | 1                  |                      | -                    | -                    |               | -             | -             | 12     | 6      |
| 1998                      | «Фламенго»                | ЛК+A                      | 11+20     | 10+14     | КБ                 | 4                  | 6                  | КМ                   | 3                    | 4                    | ТРСП          | 2             | 1             | 40     | 35     |
| 1999                      | «Фламенго»                | ЛК+A                      | 15+19     | 16+12     | КБ                 | 7                  | 7                  | КМ                   | 7                    | 8                    | ТРСП          | 6             | 3             | 54     | 46     |
| Усього за «Фламенго»      | Усього за «Фламенго»      | Усього за «Фламенго»      | 146       | 133       |                    | 29                 | 22                 |                      | 10                   | 12                   |               | 24            | 17            | 209    | 184    |
| 2000                      | «Васко да Гама»           | ЛК+A                      | 17+27     | 19+19     | КБ                 | 2                  | 1                  | КМ                   | 11                   | 11                   | ТРСП+КЧС      | 10+4          | 12+3          | 71     | 65     |
| 2001                      | «Васко да Гама»           | ЛК+A                      | 11+19     | 13+22     | КБ                 | -                  | -                  | КМ+ КЛ               | 2+7                  | 1+4                  | -             | -             | -             | 39     | 40     |
| січ.-трав. '02            | «Васко да Гама»           | ЛК                        | 5         | 8         | КБ                 | 7                  | 5                  | -                    | -                    | -                    | ТРСП          | 13            | 13            | 25     | 26     |
| черв.-груд. '02           | «Флуміненсе»              | A                         | 26        | 16        | -                  | -                  | -                  | -                    | -                    | -                    | -             | -             | -             | 26     | 16     |
| січ.-лют. '03             | «Флуміненсе»              | ЛК                        | 4         | 5         | КБ                 | -                  | -                  | -                    | -                    | -                    | -             | -             | -             | 4      | 5      |
| бер.-квіт. '03            | «Аль-Садд»                | ЛЗК                       | 3         | 0         | -                  | -                  | -                  | -                    | -                    | -                    | -             | -             | -             | 3      | 0      |
| черв.-груд. '03           | «Флуміненсе»              | A                         | 21        | 13        | -                  | -                  | -                  | -                    | -                    | -                    | -             | -             | -             | 21     | 13     |
| 2004                      | «Флуміненсе»              | ЛК+A                      | 9+13      | 6+5       | КБ                 | 2                  | 2                  | -                    | -                    | -                    | -             | -             | -             | 24     | 13     |
| Усього за «Флуміненсе»    | Усього за «Флуміненсе»    | Усього за «Флуміненсе»    | 73        | 45        |                    | 2                  | 2                  |                      | -                    | -                    |               | -             | -             | 75     | 47     |
| 2005                      | «Васко да Гама»           | ЛК+A                      | 10+32     | 7+24      | КБ                 | 2                  | 1                  | -                    | -                    | -                    | -             | -             | -             | 44     | 32     |
| січ.-бер. '06             | «Васко да Гама»           | ЛК                        | 10        | 6         | КБ                 | 1                  | 3                  | -                    | -                    | -                    | -             | -             | -             | 11     | 9      |
| трав.-жовт. '06           | «Маямі»                   | USL-1                     | 25        | 19        | ВКСША              | 1                  | 0                  | -                    | -                    | -                    | -             | -             | -             | 26     | 19     |
| груд. '06                 | «Аделаїда Юнайтед»        | АЛ                        | 4         | 1         | -                  | -                  | -                  | -                    | -                    | -                    | -             | -             | -             | 4      | 1      |
| 2007                      | «Васко да Гама»           | ЛК+A                      | 9+6       | 10+3      | КБ                 | 3                  | 2                  | ПК                   | 1                    | 0                    | -             | -             | -             | 19     | 15     |
| Усього за «Васко да Гама» | Усього за «Васко да Гама» | Усього за «Васко да Гама» | 287       | 211       |                    | 15                 | 12                 |                      | 21                   | 16                   |               | 27            | 28            | 350    | 267    |
| 2009                      | «Америка»                 | ЛК                        | 1         | 0         | -                  | -                  | -                  | -                    | -                    | -                    | -             | -             | -             | 1      | 0      |
| Усього за кар'єру         | Усього за кар'єру         | Усього за кар'єру         | 705       | 546       |                    | 59                 | 51                 |                      | 65                   | 48                   |               | 59            | 46            | 888    | 691    |

### Статистика виступів за збірну
| Дата       | Місто                 | Господарі         | Результат          | Гості             | Турнір                          | Голи | Примітки |
| ---------- | --------------------- | ----------------- | ------------------ | ----------------- | ------------------------------- | ---- | -------- |
| 23/05/1987 | Дублін                | Ірландія          | 1 – 0              | Бразилія          | товариський матч                | -    |          |
| 28/05/1987 | Гельсінкі             | Фінляндія         | 2 – 3              | Бразилія          | товариський матч                | 1    |          |
| 1/06/1987  | Тель-Авів             | Ізраїль           | 0 – 4              | Бразилія          | товариський матч                | 2    |          |
| 21/06/1987 | Флоріанополіс         | Бразилія          | 4 – 1              | Еквадор           | товариський матч                | -    |          |
| 28/06/1987 | Кордова               | Бразилія          | 5 – 0              | Венесуела         | Копа Америка 1987 - 1-й етап    | 1    |          |
| 3/07/1987  | Кордова               | Чилі              | 4 – 0              | Бразилія          | Копа Америка 1987 - 1-й етап    | -    |          |
| 7/07/1988  | Мельбурн              | Австралія         | 0 – 1              | Бразилія          | товариський матч                | 1    |          |
| 10/07/1988 | Мельбурн              | Бразилія          | 0 – 0              | Аргентина         | товариський матч                | -    |          |
| 13/07/1988 | Мельбурн              | Бразилія          | 4 – 1              | Саудівська Аравія | товариський матч                | -    |          |
| 17/07/1988 | Сідней                | Австралія         | 0 – 2              | Бразилія          | товариський матч                | 1    |          |
| 28/07/1988 | Осло                  | Норвегія          | 1 – 1              | Бразилія          | товариський матч                | -    |          |
| 4/08/1988  | Відень                | Австрія           | 0 – 2              | Бразилія          | товариський матч                | -    |          |
| 12/10/1988 | Антверпен             | Бельгія           | 1 – 2              | Бразилія          | товариський матч                | -    |          |
| 1/07/1989  | Салвадор              | Бразилія          | 3 – 1              | Венесуела         | Копа Америка 1989 - 1-й етап    | -    |          |
| 3/07/1989  | Салвадор              | Бразилія          | 0 – 0              | Перу              | Копа Америка 1989 - 1-й етап    | -    |          |
| 9/07/1989  | Ресіфі                | Бразилія          | 2 – 0              | Парагвай          | Копа Америка 1989 - 1-й етап    | -    |          |
| 12/07/1989 | Ріо-де-Жанейро        | Бразилія          | 2 – 0              | Аргентина         | Копа Америка 1989 - 2-й етап    | 1    |          |
| 14/07/1989 | Ріо-де-Жанейро        | Бразилія          | 3 – 0              | Парагвай          | Копа Америка 1989 - 2-й етап    | 1    |          |
| 16/07/1989 | Ріо-де-Жанейро        | Бразилія          | 1 – 0              | Уругвай           | Копа Америка 1989 - 2-й етап    | 1    |          |
| 23/07/1989 | Ріо-де-Жанейро        | Бразилія          | 1 – 0              | Японія            | товариський матч                | -    |          |
| 30/07/1989 | Каракас               | Венесуела         | 0 – 4              | Бразилія          | Відбір до ЧС 1990               | 1    |          |
| 13/08/1989 | Сантьяго              | Чилі              | 1 – 1              | Бразилія          | Відбір до ЧС 1990               | -    |          |
| 14/11/1989 | Жуан-Пессоа           | Бразилія          | 0 – 0              | Югославія         | товариський матч                | -    |          |
| 20/12/1989 | Роттердам             | Нідерланди        | 0 – 1              | Бразилія          | товариський матч                | -    |          |
| 20/06/1990 | Турин                 | Бразилія          | 1 – 0              | Шотландія         | ЧС 1990 - 1-й етап              | -    |          |
| 26/08/1992 | Париж                 | Франція           | 0 – 2              | Бразилія          | товариський матч                | -    |          |
| 16/12/1992 | Порту-Алегрі          | Бразилія          | 3 – 1              | Німеччина         | товариський матч                | -    |          |
| 19/09/1993 | Ріо-де-Жанейро        | Бразилія          | 2 – 0              | Уругвай           | Відбір до ЧС 1994               | 2    |          |
| 5/06/1994  | Едмонтон              | Канада            | 1 – 1              | Бразилія          | товариський матч                | 1    |          |
| 8/06/1994  | Сан-Дієго             | Бразилія          | 8 – 2              | Гондурас          | товариський матч                | 3    |          |
| 12/06/1994 | Фресно                | Бразилія          | 4 – 0              | Сальвадор         | товариський матч                | 1    |          |
| 20/06/1994 | Стенфорд              | Бразилія          | 2 – 0              | Росія             | ЧС 1994 - 1-й етап              | 1    |          |
| 24/06/1994 | Стенфорд              | Бразилія          | 3 – 0              | Камерун           | ЧС 1994 - 1-й етап              | 1    |          |
| 28/06/1994 | Детройт               | Бразилія          | 1 – 1              | Швеція            | ЧС 1994 - 1-й етап              | 1    |          |
| 4/07/1994  | Стенфорд              | Бразилія          | 1 – 0              | США               | ЧС 1994 - 1/8 фіналу            | -    |          |
| 9/07/1994  | Даллас                | Нідерланди        | 2 – 3              | Бразилія          | ЧС 1994 - чвертьфінал           | 1    |          |
| 13/07/1994 | Пасадена              | Швеція            | 0 – 1              | Бразилія          | ЧС 1994 - півфінал              | 1    |          |
| 17/07/1994 | Пасадена              | Бразилія          | 0 – 0 (3 - 2 п.п.) | Італія            | ЧС 1994 - Фінал                 | -    |          |
| 26/02/1997 | Гоянія                | Бразилія          | 4 – 2              | Польща            | товариський матч                | -    |          |
| 2/04/1997  | Бразиліа              | Бразилія          | 4 – 0              | Чилі              | товариський матч                | 2    |          |
| 30/04/1997 | Маямі                 | Мексика           | 0 – 4              | Бразилія          | товариський матч                | 3    |          |
| 31/05/1997 | Осло                  | Норвегія          | 4 – 2              | Бразилія          | товариський матч                | 1    |          |
| 3/06/1997  | Ліон                  | Франція           | 1 – 1              | Бразилія          | товариський матч                | -    |          |
| 8/06/1997  | Ліон                  | Італія            | 3 – 3              | Бразилія          | товариський матч                | 1    |          |
| 10/06/1997 | Париж                 | Бразилія          | 1 – 0              | Англія            | товариський матч                | 1    |          |
| 14/06/1997 | Санта-Крус            | Бразилія          | 5 – 0              | Коста-Рика        | Копа Америка 1997 - 1-й етап    | 1    |          |
| 16/06/1997 | Санта-Крус            | Бразилія          | 3 – 2              | Мексика           | Копа Америка 1997 - 1-й етап    | -    |          |
| 19/06/1997 | Санта-Крус            | Бразилія          | 2 – 0              | Колумбія          | Копа Америка 1997 - 1-й етап    | -    |          |
| 22/06/1997 | Санта-Крус            | Бразилія          | 2 – 0              | Парагвай          | Копа Америка 1997 - чвертьфінал | -    |          |
| 26/06/1997 | Санта-Крус            | Бразилія          | 7 – 0              | Перу              | Копа Америка 1997 - півфінал    | 2    |          |
| 6/12/1997  | Йоганнесбург          | ПАР               | 1 – 2              | Бразилія          | товариський матч                | 1    |          |
| 12/12/1997 | Ер-Ріяд               | Саудівська Аравія | 0 – 3              | Бразилія          | Кубок Конфедерацій              | 2    |          |
| 16/12/1997 | Ер-Ріяд               | Бразилія          | 3 – 2              | Мексика           | Кубок Конфедерацій              | 1    |          |
| 19/12/1997 | Ер-Ріяд               | Бразилія          | 2 – 0              | Чехія             | Кубок Конфедерацій              | 1    |          |
| 21/12/1997 | Ер-Ріяд               | Бразилія          | 6 – 0              | Австралія         | Кубок Конфедерацій              | 3    |          |
| 3/02/1998  | Маямі                 | Ямайка            | 0 – 0              | Бразилія          | товариський матч                | -    |          |
| 5/02/1998  | Маямі                 | Гватемала         | 1 – 1              | Бразилія          | товариський матч                | 1    |          |
| 8/02/1998  | Лос-Анджелес          | Бразилія          | 4 – 0              | Сальвадор         | товариський матч                | 1    |          |
| 10/02/1998 | Лос-Анджелес          | США               | 1 – 0              | Бразилія          | товариський матч                | -    |          |
| 15/02/1998 | Лос-Анджелес          | Бразилія          | 1 – 0              | Ямайка            | товариський матч                | 1    |          |
| 25/03/1998 | Штутгарт              | Німеччина         | 1 – 2              | Бразилія          | товариський матч                | -    |          |
| 29/04/1998 | Ріо-де-Жанейро        | Бразилія          | 0 – 1              | Аргентина         | товариський матч                | -    |          |
| 3/09/2000  | Ріо-де-Жанейро        | Бразилія          | 5 – 0              | Болівія           | Відбір до ЧС 2002               | 3    |          |
| 8/10/2000  | Маракайбо             | Бразилія          | 6 – 0              | Венесуела         | Відбір до ЧС 2002               | 4    |          |
| 3/03/2001  | Пасадена (Каліфорнія) | США               | 1 – 2              | Бразилія          | товариський матч                | -    |          |
| 7/03/2001  | Гвадалахара           | Мексика           | 3 – 3              | Бразилія          | товариський матч                | 1    |          |
| 28/03/2001 | Кіто                  | Еквадор           | 1 – 0              | Бразилія          | Відбір до ЧС 2002               | -    |          |
| 25/04/2001 | Сан-Паулу             | Бразилія          | 1 – 1              | Перу              | Відбір до ЧС 2002               | 1    |          |
| 1/07/2001  | Монтевідео            | Уругвай           | 1 – 0              | Бразилія          | Відбір до ЧС 2002               | -    |          |
| 27/04/2005 | Сан-Паулу             | Бразилія          | 3 – 0              | Гватемала         | товариський матч                | 1    |          |
| Усього     |                       | Матчів            | 70                 |                   | Голів (4 місце)                 | 55   |          |

## Досягнення

### Командні
- Переможець Чемпіонату Бразилії: 2000
- Чемпіон Іспанії: 1993, 1994
- Чемпіон Нідерландів: 1989, 1991, 1992
- Володар Кубка Нідерландів: 1989, 1990
- Володар Суперкубка Нідерландів: 1992
- 4-разовий чемпіон Ліги Каріока: 1987, 1988, 1996, 1999
- Переможець Кубка Меркосура: 2000

### Збірні
- Чемпіон світу: 1994
- Переможець Кубка Америки: 1989, 1997
- Переможець Кубка Конфедерацій: 1997
- Срібний олімпійський призер: 1988
- Бронзовий призер Золотого кубка КОНКАКАФ: 1998
- Чемпіон Південної Америки (U-20): 1985

### Особисті
- Найкращий бомбардир чемпіонату Нідерландів: 1989, 1990, 1991
- Футболіст року в Нідерландах: 1989
- Найкращий футболіст чемпіонату світу 1994
- Найкращий футболіст світу 1994
- Футболіст року у Південній Америці: 2000
- Найкращий футболіст Бразилії: 2000
- 7 разів ставав найкращим бомбардиром Ліги Каріокі
- 21 травня 2007 року забив свій 1000-й гол.
- Входить до списку ФІФА 100